# Ahua kaituna
Ahua kaituna là một loài nhện trong họ Agelenidae.
Loài này thuộc chi Ahua. Ahua kaituna được Raymond Robert Forster & Wilton miêu tả năm 1973.